# Георги Бояджиев (земеделец)
Вижте пояснителната страница за други личности с името Георги Бояджиев.
Георги Бояджиев е български политик, деец на Българския земеделски народен съюз.

## Биография
Роден е през 1891 година в село Ораново, тогава в Османската империя, днес част от град Симитли, България. Преселва се в Горна Джумая, където влиза в местната земеделска дружба и скоро и в нейното ръководство. Избран е за председател на Контролната комисия на околийското ръководство на БЗНС. Бояджиев е сред инициаторите и основателите на тютюневата кооперация „Бохча“ в града. Участва в конфликта на управляващия БЗНС с Вътрешната македонска революционна организация. След Деветоюнския преврат в 1923 година заедно с останалите членове на градското и околийското ръководство на БЗНС в Горна Джумая е арестуван и убит.